# 2. Garde-Infanterie-Brigade (Deutsches Kaiserreich)
Die 2. Garde-Infanterie-Brigade war ein Großverband der Preußischen Armee.

## Geschichte
Die 2. Garde-Infanterie-Brigade wurde am 29. April 1852 neu aufgestellt, nachdem ihre Vorgängerin in 3. Garde-Infanterie-Brigade umbenannt worden war. Bis zum 26. Januar 1917 war sie Teil der 1. Garde-Division des Gardekorps, gehörte danach zur 5. Garde-Division und hatte ihr  Kommando von 1852 bis zur Demobilisierung im Jahre 1919 in Berlin.

### Gliederung
- 1852 bis  1859

2. Garde-Regiment zu Fuß, 2. Garde-Landwehr-Regiment, Garde-Reserve Infanterie-Regiment
- 1860 bis 1872

2. Garde-Regiment zu Fuß, Garde-Füsilier-Regiment, 4. Garde-Regiment zu Fuß, 2. Garde-Landwehr-Regiment
- 1873 bis 1914

Wie vor, zusätzlich 2. Garde-Landwehr-Regiment, 4. Garde-Landwehr-Regiment,
Garde-Füsilier-Landwehr-Regiment
- Kriegsgliederung bei Mobilmachung 1914

Königin Elisabeth Garde-Grenadier-Regiment Nr. 3, 2. Garde-Regiment zu Fuß
- Kriegsgliederung am 5. Juni 1917

Königin Elisabeth Garde-Grenadier-Regiment Nr. 3, 3. Garde-Regiment zu Fuß, Infanterie-Regiment Graf Tauentzien von Wittenburg (3. Brandenburgisches) Nr.20, MG-Scharfschützen-Abteilung 75

### Deutscher Krieg 1866
Im Krieg Preußens gegen das Kaisertum Österreich war die Brigade im Verband der 1. Garde-Division unter Führung des Generals Heinrich von Plonski an den Kämpfen beteiligt.

### Deutsch-Französischer Krieg 1870/1871
Im Deutsch-Französischen Krieg war die Brigade an den Schlachten bei Gravelotte und Sedan beteiligt, ebenso an der Belagerung von Paris.

### Erster Weltkrieg
Mit der Mobilmachung im August 1914 musste die Brigade das  Garde Brigade Ersatz Bataillon 2 aufstellen. Im Ersten Weltkrieg war die Brigade zunächst an der Westfront eingesetzt und wurde Mitte April 1915 an die Ostfront verlegt, wo sie an der Durchbruchsschlacht bei Gorlice-Tarnów beteiligt war, sowie von Juli an  bei Krasnystaw und Biskupice sowie von der Wieprz bis Jasiolda im Einsatz. Im September 1915 kehrte sie an die Westfront zurück und kämpfte dort bis zu ihrem Wechsel zur 5. Garde-Division, die im Januar 1917 an der Westfront gebildet wurde und dort ausschließlich zum Einsatz kam. Zu den Kampfhandlungen, Gefechten und Schlachten siehe Kampfgeschehen der 1. Garde-Division  sowie Kampfgeschehen der 5. Garde-Division .

### Verbleib
Im Zuge der durch den Friedensvertrag von Versailles bedingten Demobilisierung wurde die Brigade 1919 aufgelöst.

### Brigadekommandeure
| Name                                         | Datum                                               |
| -------------------------------------------- | --------------------------------------------------- |
| Eduard von Schlichting                       | 4. Mai 1852 bis 24. April 1854                      |
| Eduard von Brauchitsch                       | 25. April 1854 bis 11. Juni 1855                    |
| Ferdinand von Kleist                         | 12. Juni 1855 bis 2. Juni 1858                      |
| Otto von der Mülbe                           | 3. Juni 1858 bis 12. Mai 1861                       |
| Hermann von Walther und Croneck              | 13. Mai 1861 bis 13. Januar 1862                    |
| Friedrich von Clausewitz                     | 14. Januar 1862 bis 16. Oktober 1864                |
| Constantin von Alvensleben                   | 17. Oktober 1864 bis 29. Oktober 1866               |
| Alexander von Pape                           | 30. Oktober 1866 bis 17. Juli 1870                  |
| Alexander von Medem                          | 18. Juli 1870 bis 16. Juni 1871                     |
| Ernst von Krosigk                            | 17. Juni 1871 bis 11. Dezember 1874                 |
| Oktavio von Boehn                            | 12. Dezember 1874 bis 10. März 1876                 |
| Oskar von Meerscheidt-Hüllessem              | 11. März 1876 bis 5. April 1880                     |
| Leo von Caprivi                              | 6. April 1880 bis 14. Mai 1883                      |
| Otto von Derenthall                          | 15. Mai 1883 bis 23. November 1885                  |
| Hans Karl Georg von Kaltenborn-Stachau       | 24. November 1885 bis 26. Januar 1888               |
| Wilhelm von Preußen                          | 27. Januar 1888 bis 18. Juni 1888                   |
| Maximilian Vogel von Falckenstein            | 19. Juni 1888 bis 21. März 1889                     |
| Hermann von Wilczeck                         | 22. März 1889 bis 17. April 1893                    |
| Adolf Keller                                 | 18. April 1893 bis 13. Mai 1894                     |
| Alkmar von Alvensleben                       | 14. Mai 1894 bis 26. Januar 1897                    |
| Georg von Sausin de Montanières              | 27. Januar 1897 bis 15. November 1899               |
| Dietrich Graf von Hülsen-Haeseler            | 16. November 1899 bis 8. April 1901                 |
| Reinhard von Scheffer-Boyadel                | 9. April 1901 bis 17. Mai 1903                      |
| Hermann von Strantz                          | 18. Mai 1903 bis 15. Oktober 1906                   |
| Gustav von Berg                              | 16. Oktober 1906 bis 26. Oktober 1908               |
| Ferdinand von Quast                          | 27. Oktober 1908 bis 12. Oktober 1910               |
| Otto Freiherr von Stein zu Nord- und Ostheim | 13. Oktober 1910 bis 19. März 1911                  |
| Walther Freiherr von Lüttwitz                | 20. März 1911 bis 30. September 1912                |
| Roderich von Schoeler                        | 1. Oktober 1912 bis 3. Juli 1913                    |
| Hans Karl Schach von Wittau                  | 4. Juli 1913 bis 6. September 1914                  |
| Engelbert von dem Busch                      | 7. September 1914 bis 9. September 1914             |
| Bernhard Finck von Finckenstein              | 10. September 1914 bis 2. Juni 1917                 |
| Georg Johow                                  | 3. Juni 1917 bis 2. Juli 1918                       |
| Ernst von Radowitz                           | 3. Juli 1918 bis 6. Dezember 1918                   |
| Bernhard Finck von Finckenstein              | 7. Dezember 1918 bis 9. Februar 1919                |
| Wilhelm Reinhard                             | 10. Februar 1919 bis 6. Juni 1919 (Demobilisierung) |